# Finale Ligure
Finale Ligure is een gemeente in de Italiaanse provincie Savona (regio Ligurië) en telt ruim 11.400 inwoners (30 jun 2019). De oppervlakte bedraagt 35,53 km². De gemeente is gevormd in 1927 uit de voormalige gemeenten Finalborgo, Finalmarina en Finalpia.

## Demografie
Het aantal inwoners van Finale Ligure daalde in de periode 1991-2019 met 9,9% volgens ISTAT.
| jaar | aantal inwoners |
| ---- | --------------- |
| 1991 | 12.672          |
| 2001 | 11.845          |
| 2011 | 11.602          |
| 2013 | 11.906          |
| 2019 | 11.423          |

## Geografie
Finale Ligure bestaat uit de volgende frazioni: Calvisio, Gorra, Olle, Perti, Le Mànie, Verzi, Monticello, San Bernardino, Varigotti. De antieke kern Finalborgo was ooit de hoofdstad van het markiezaat van Finale, een staat die bestond van 1162 tot 1797.
Finale Ligure grenst aan de volgende gemeenten: Borgio Verezzi, Calice Ligure, Noli, Orco Feglino, Tovo San Giacomo, Vezzi Portio.

## Fotogalerij

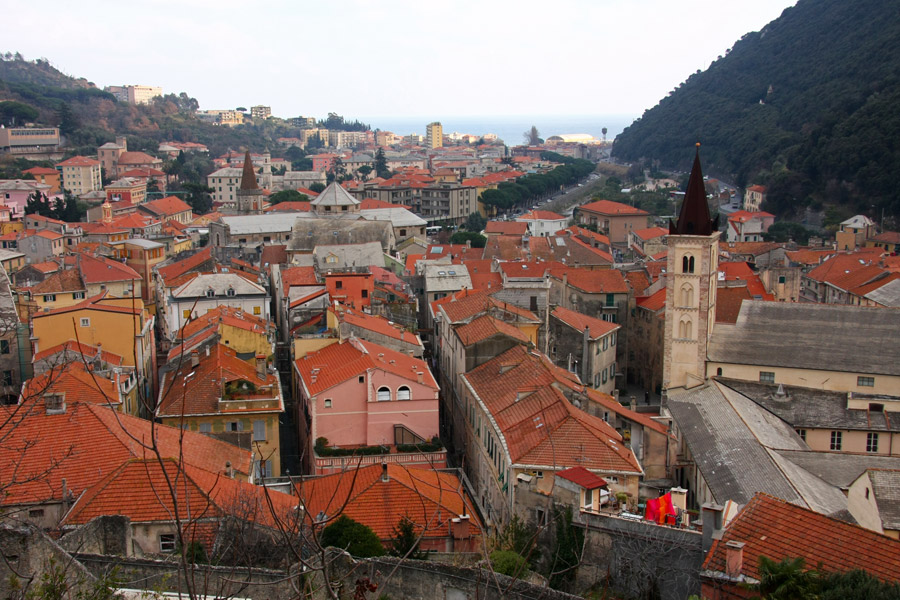
Zicht over de stad
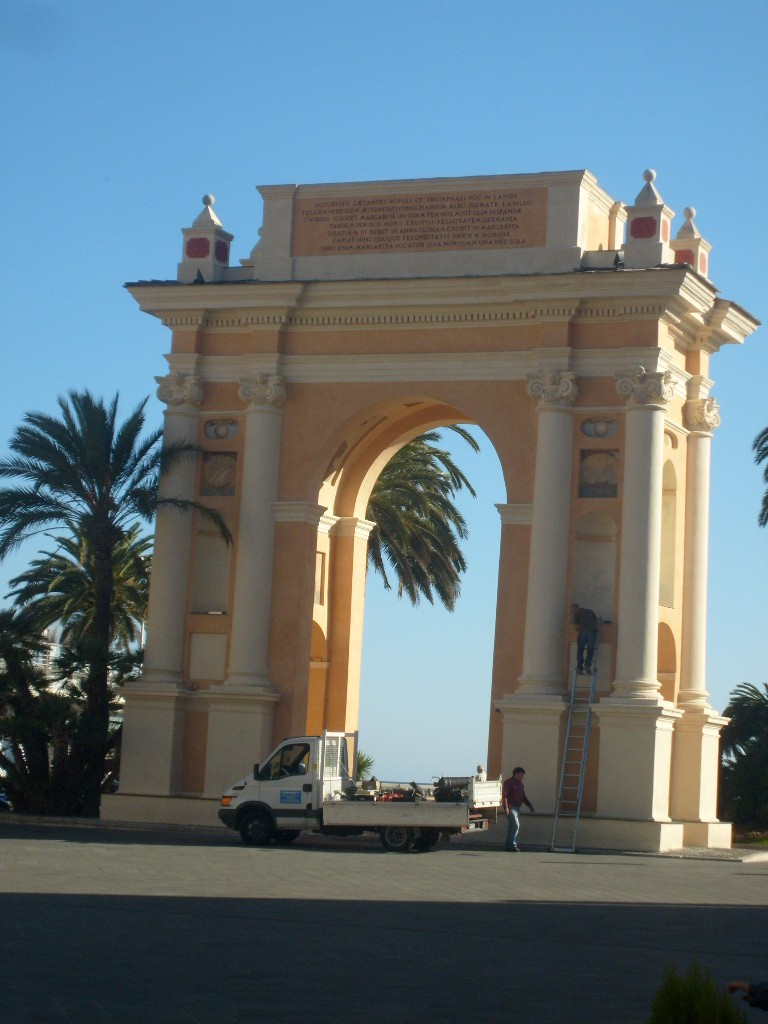
Triomfboog
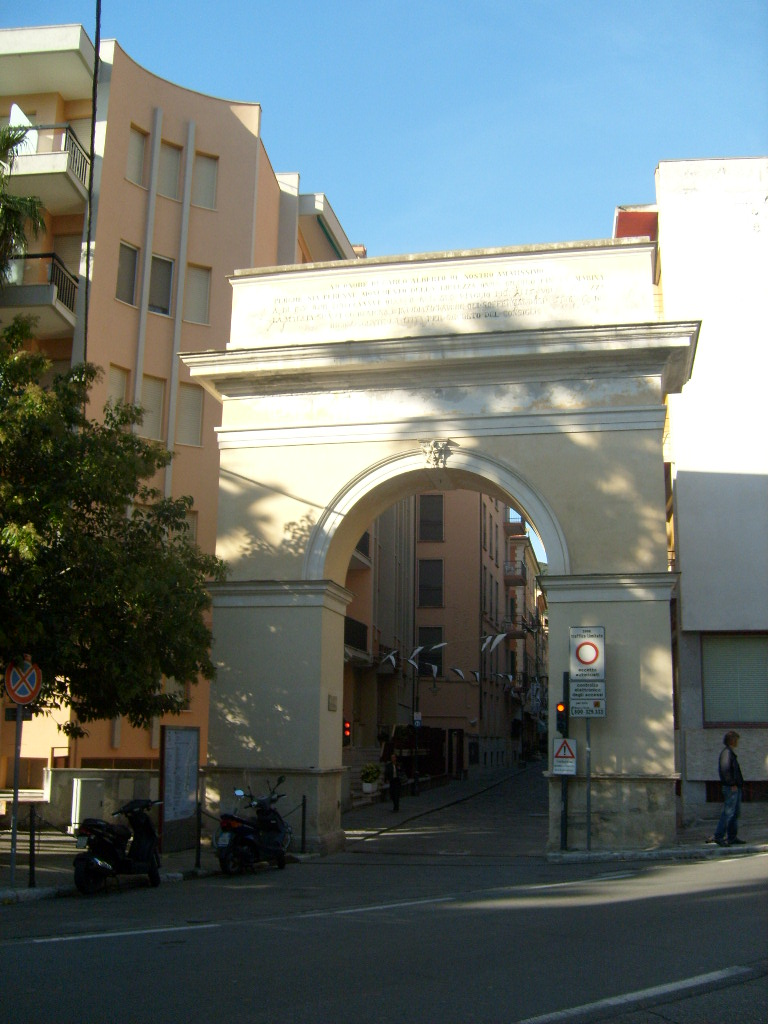
Triomfboog
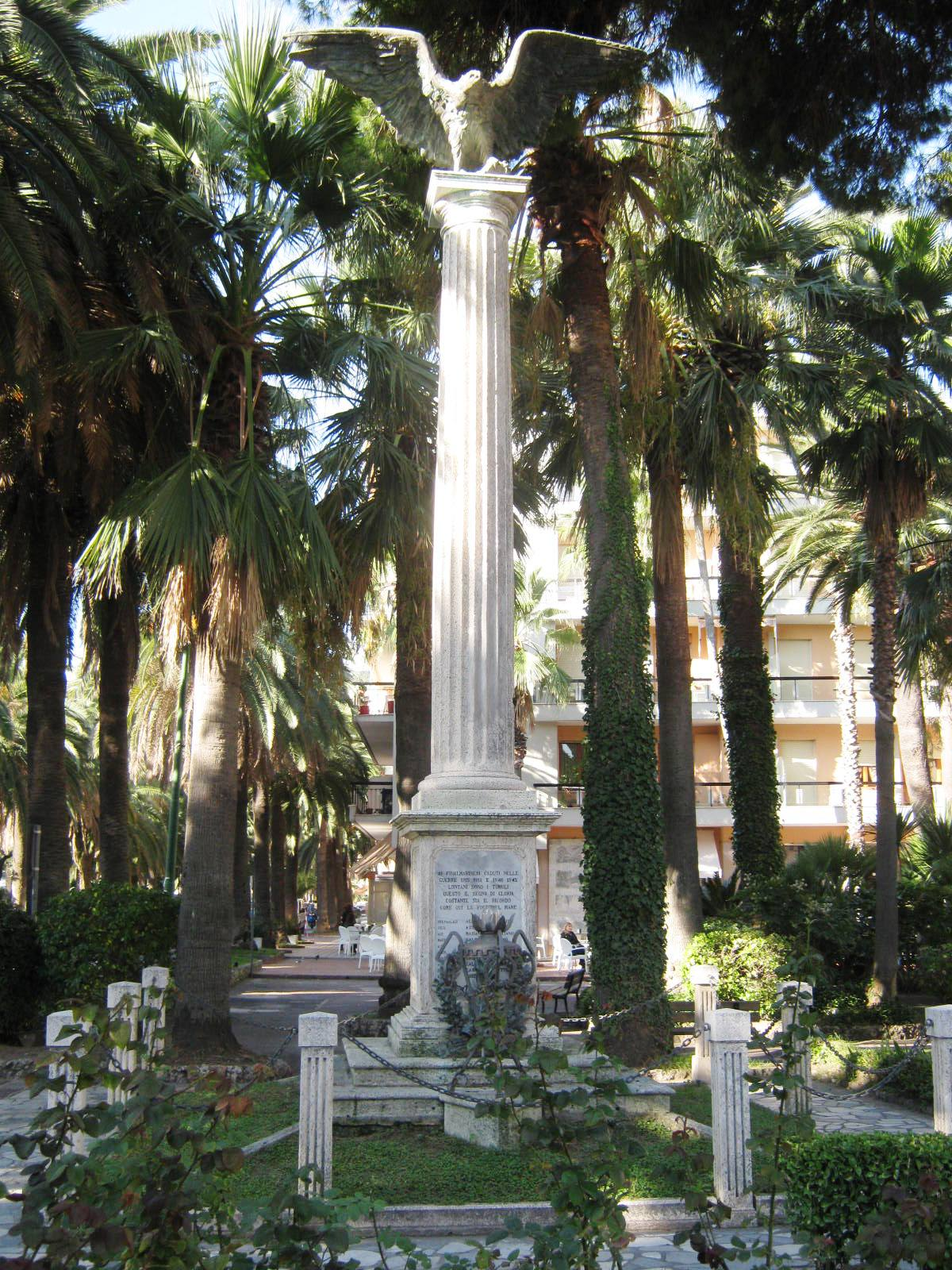
Monument
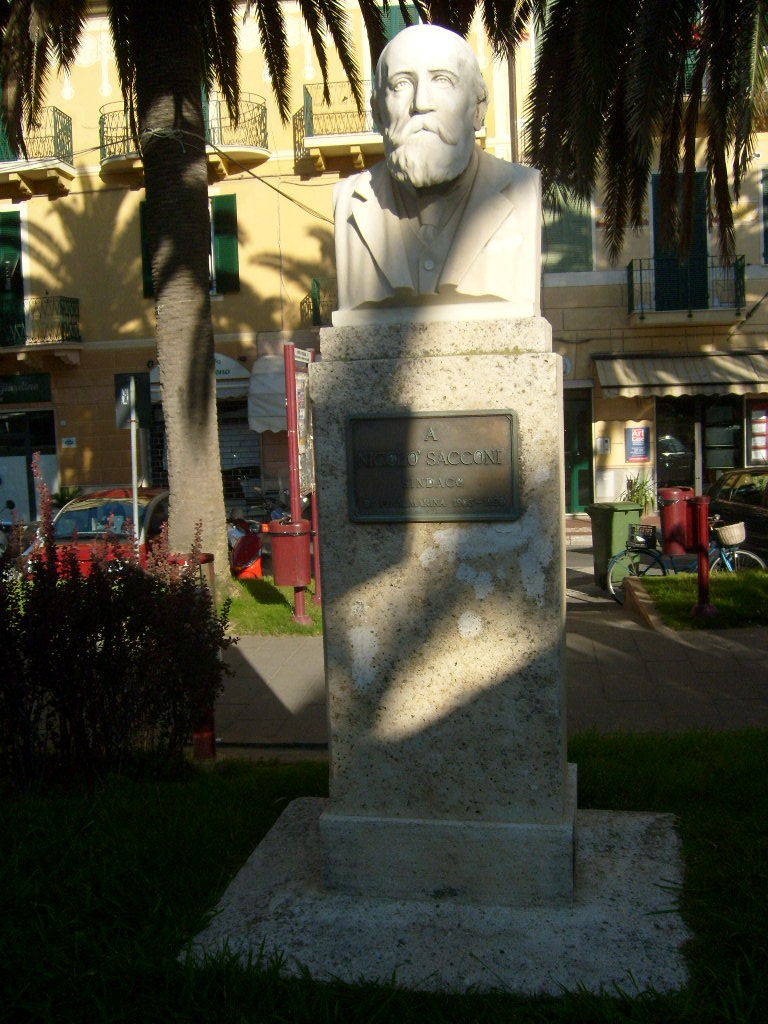
Monument
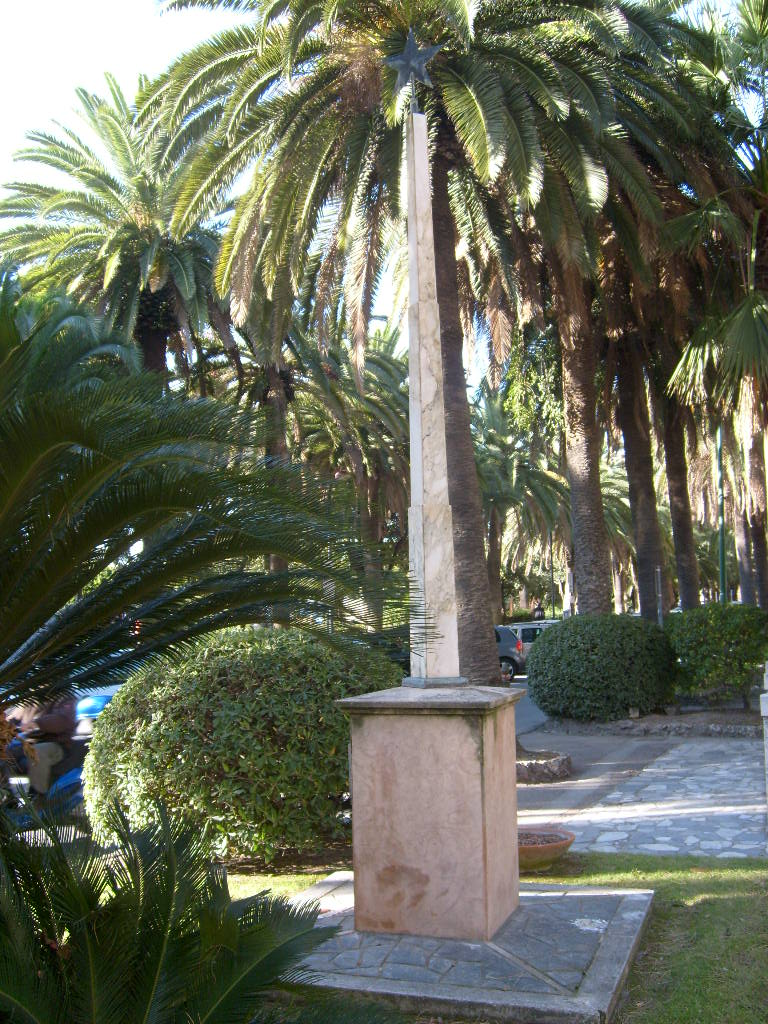
1a o 2a Memorial guerra mondiale
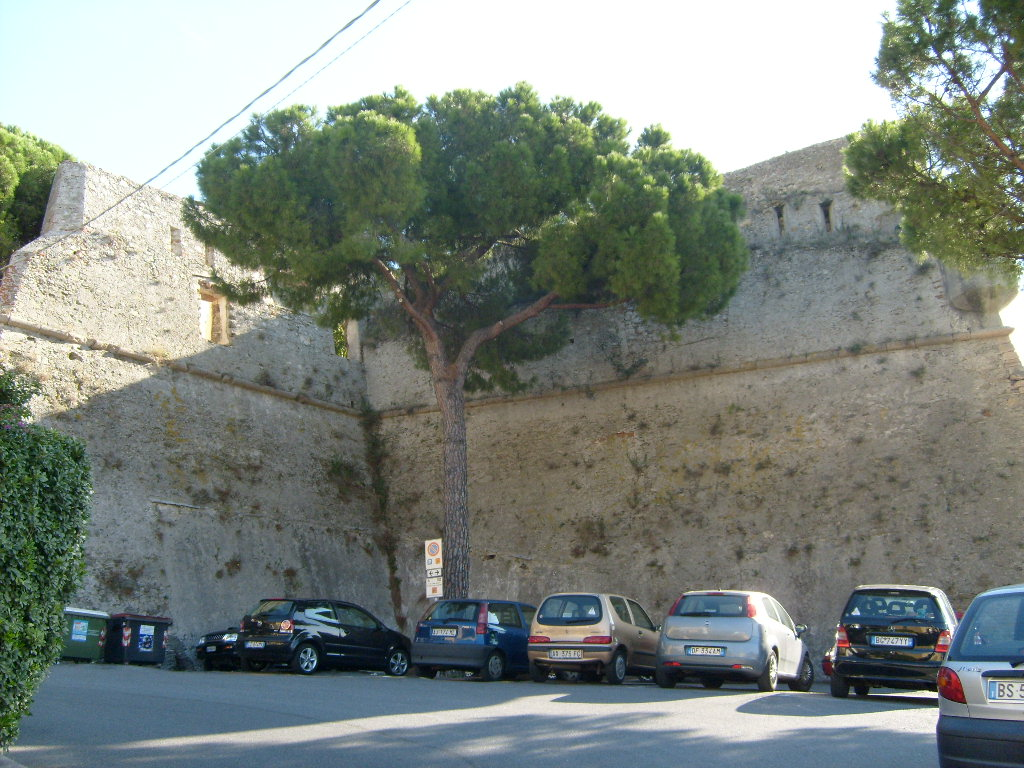
Kasteelruïne
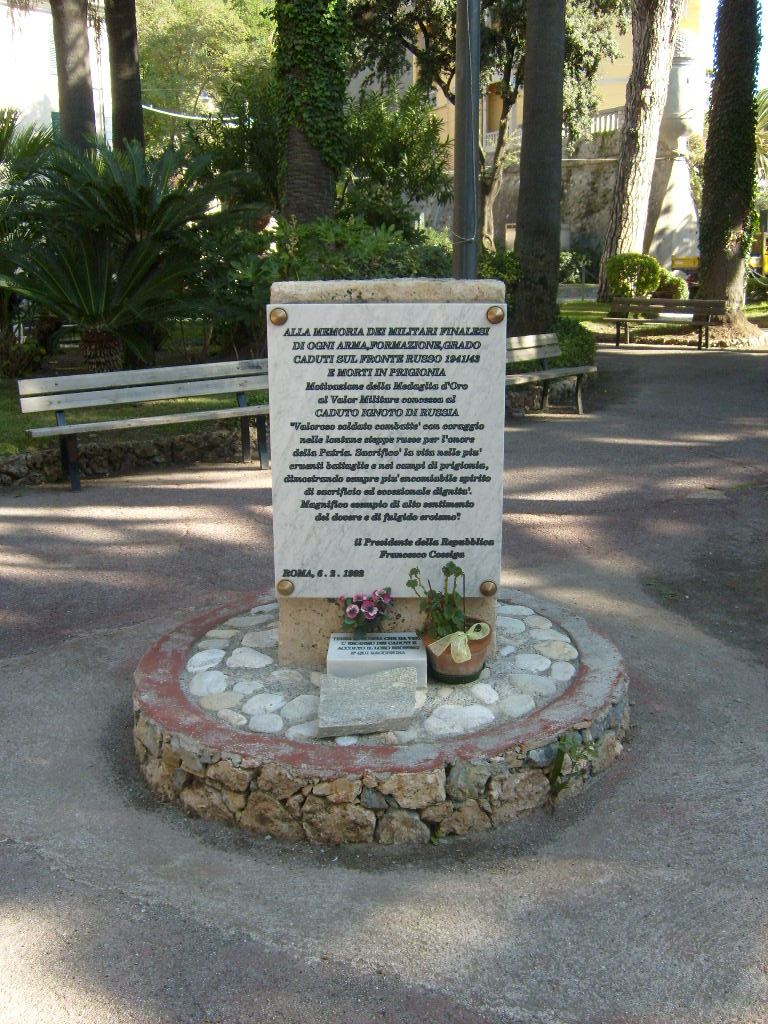
Monument bij Kasteelruïne
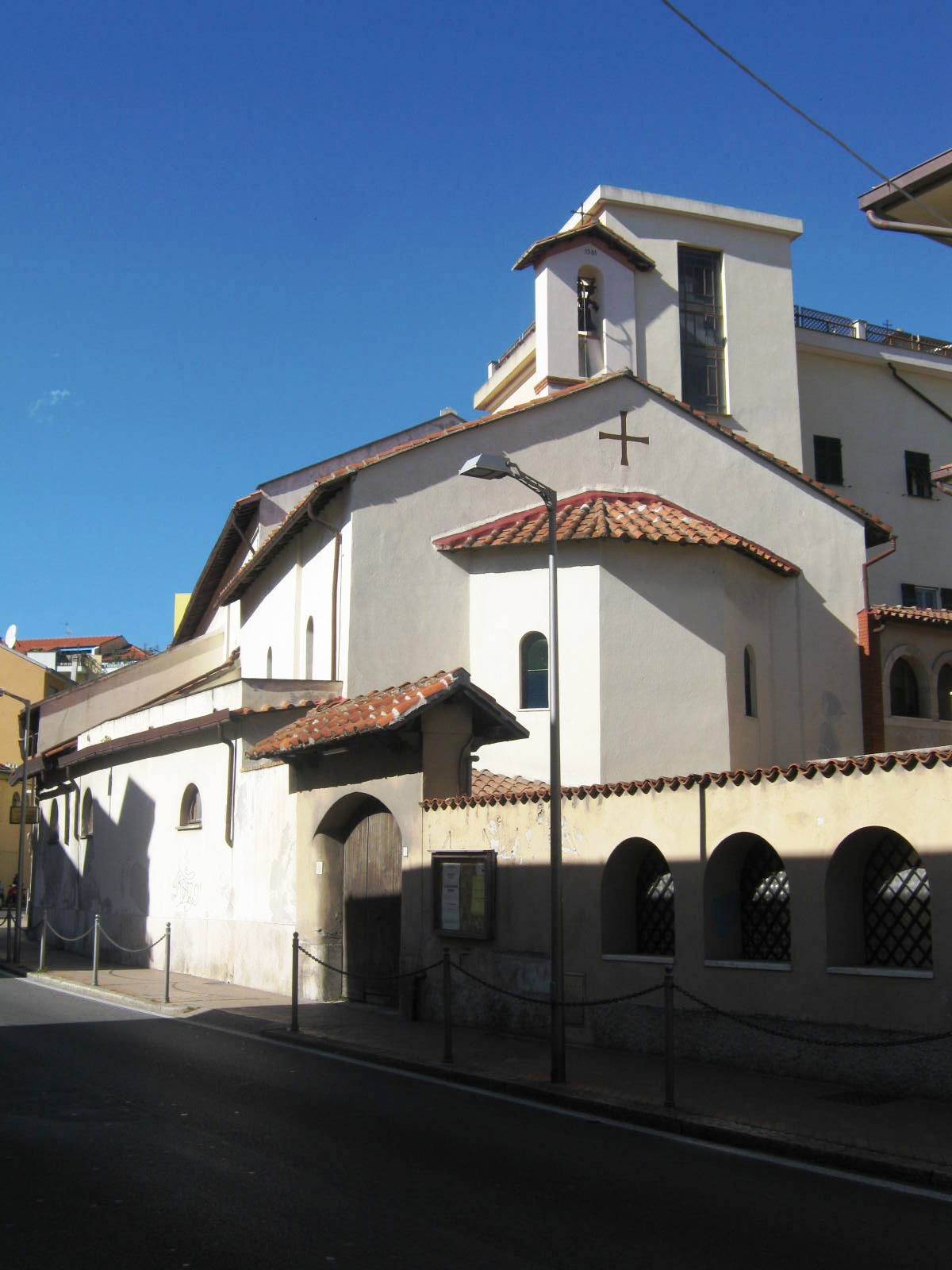
Chiesa Cristiana Sotterrainea - 5e Eeuw
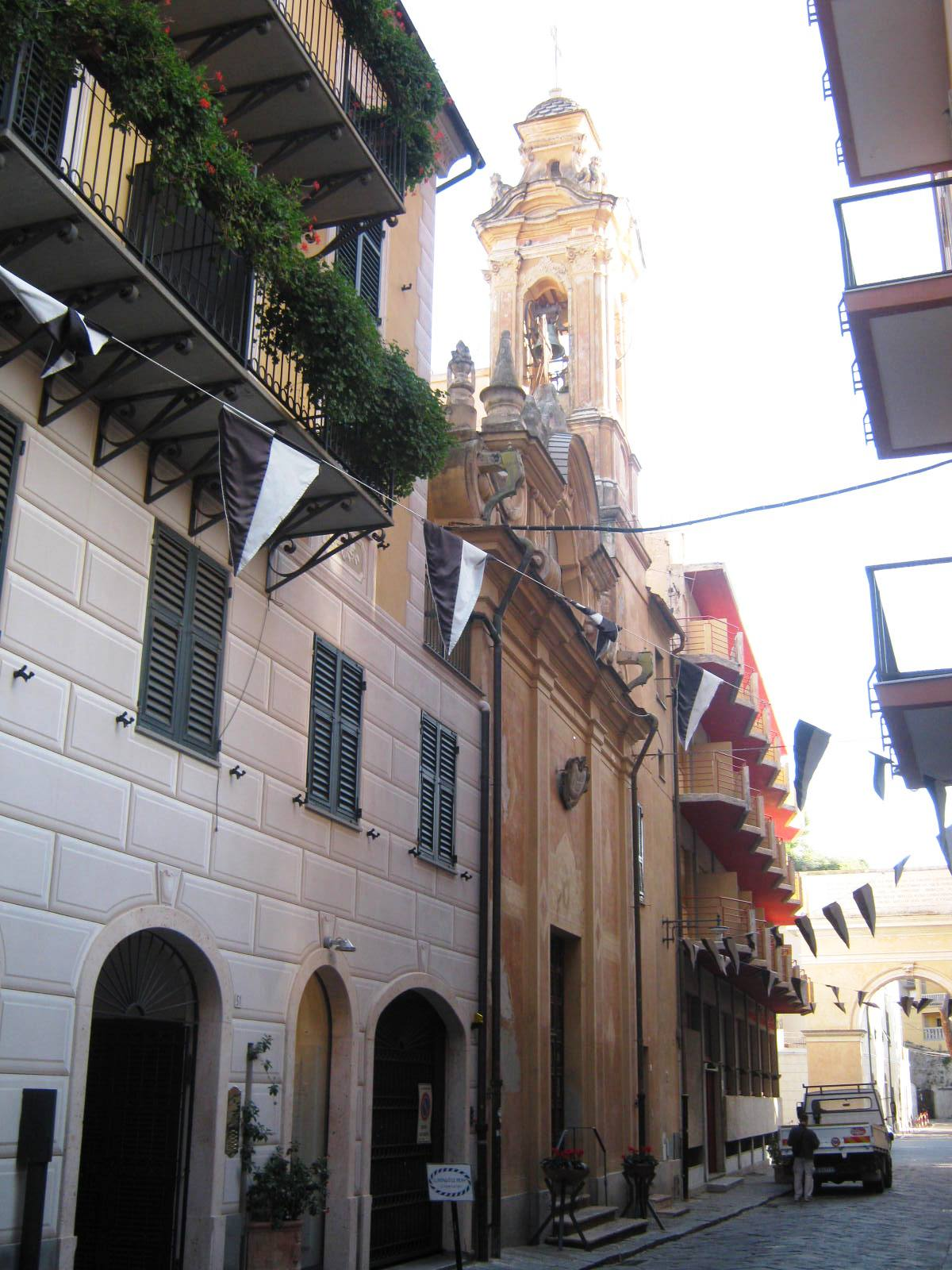
Chiesa dei Neri
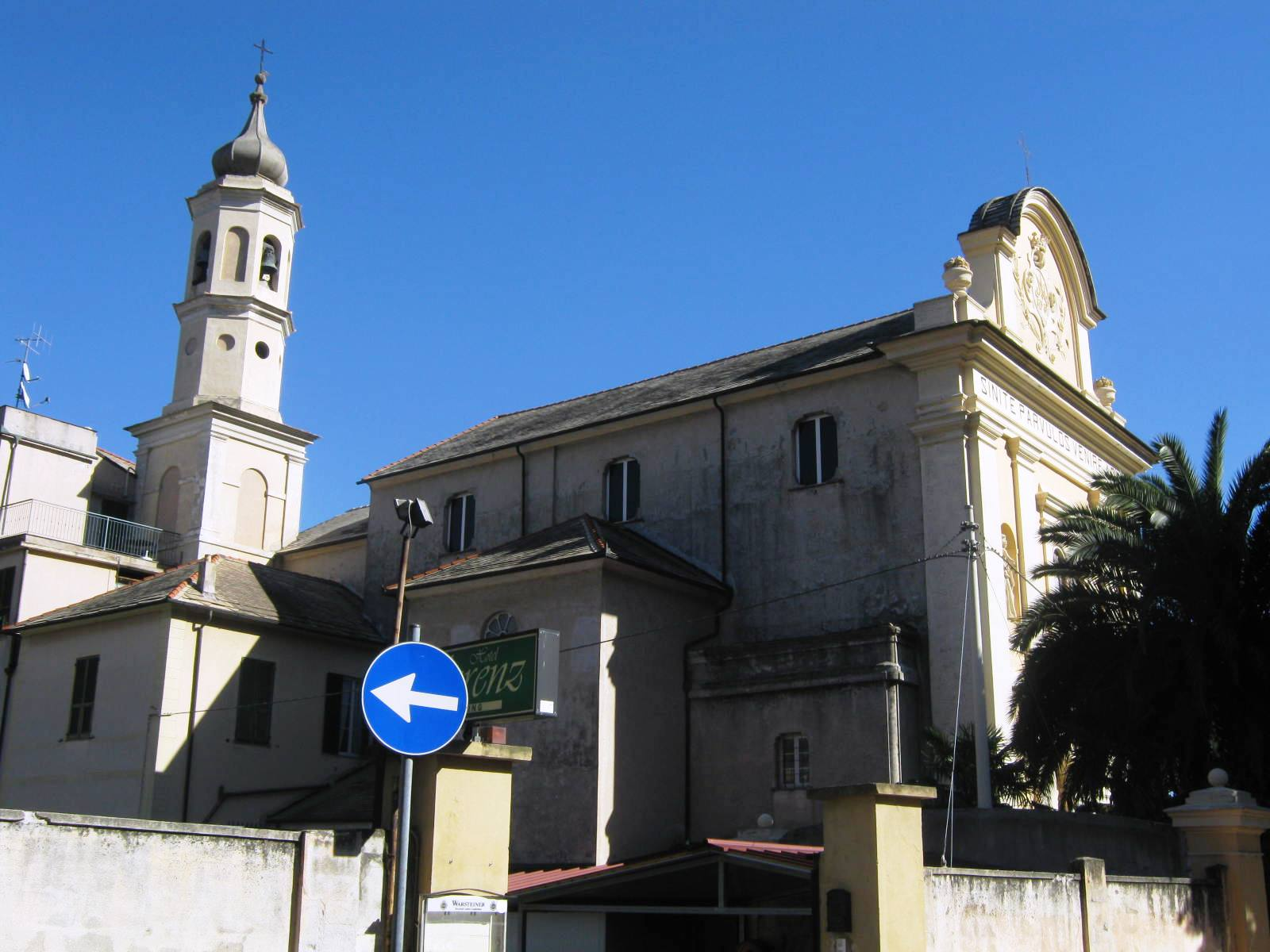
Chiesa dei Padri Scolopi
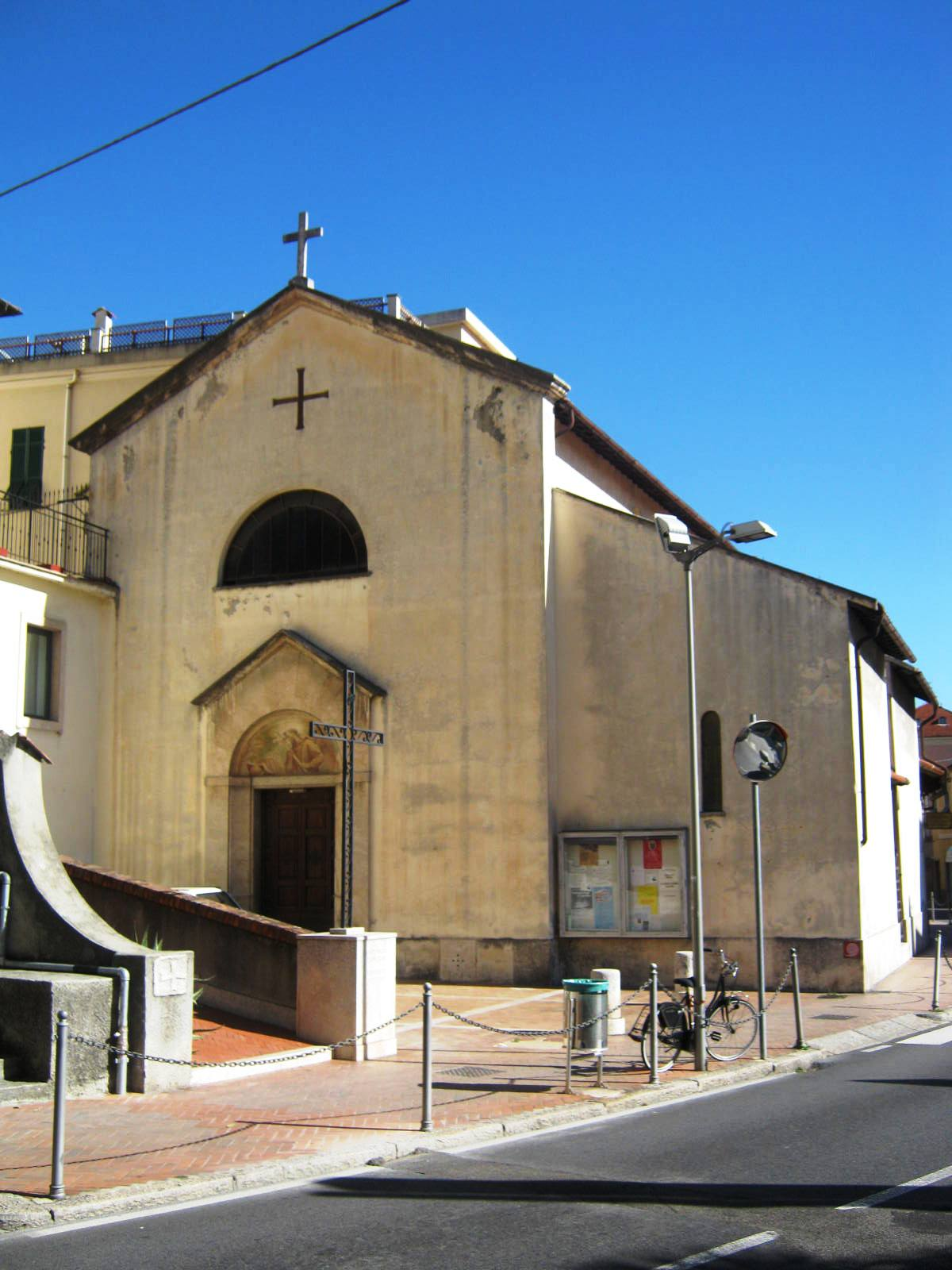
Frati Minori Cappuccini Chiesa di San Francesco d'Assisi
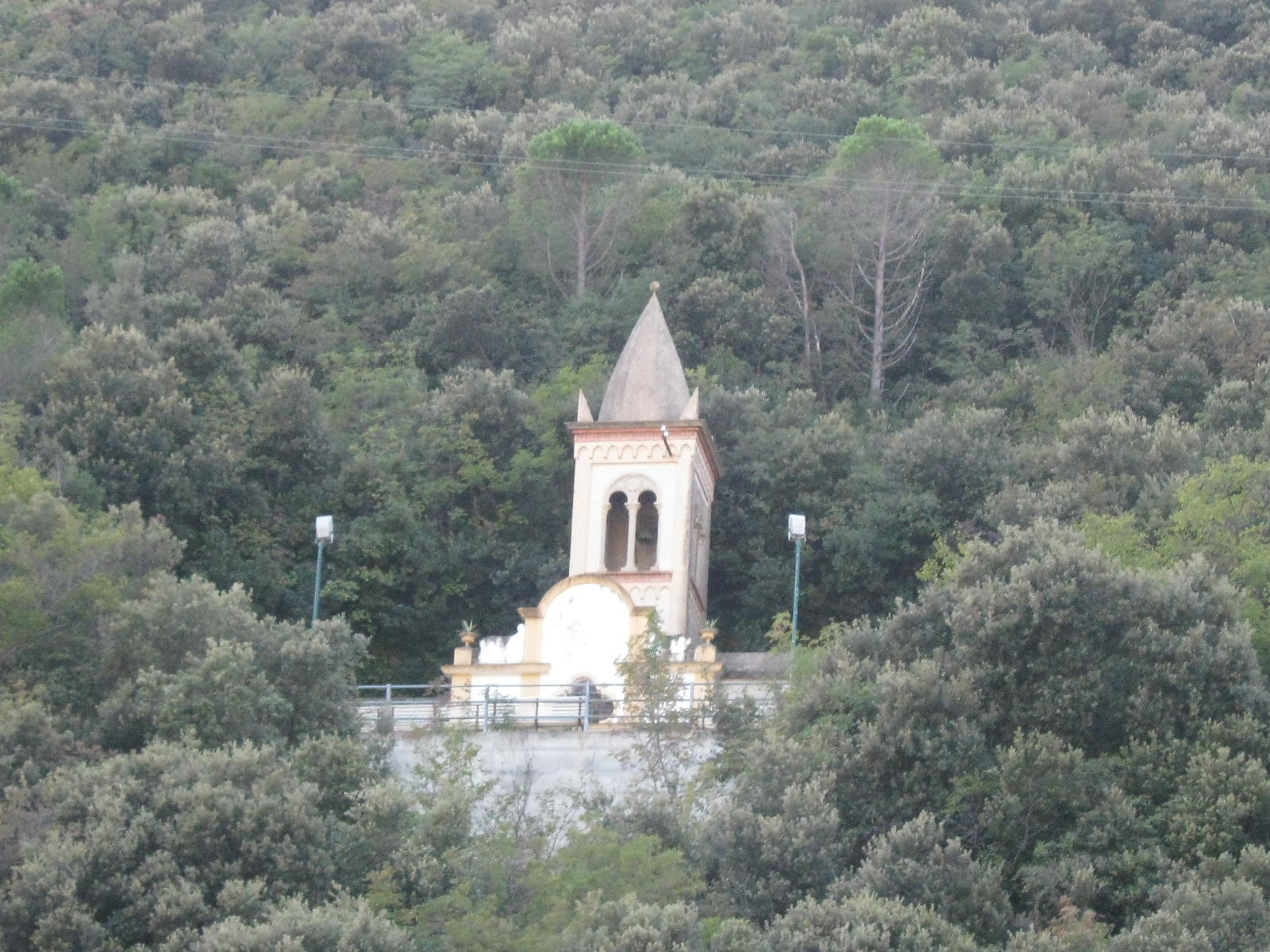
Chiesa St.Catarina
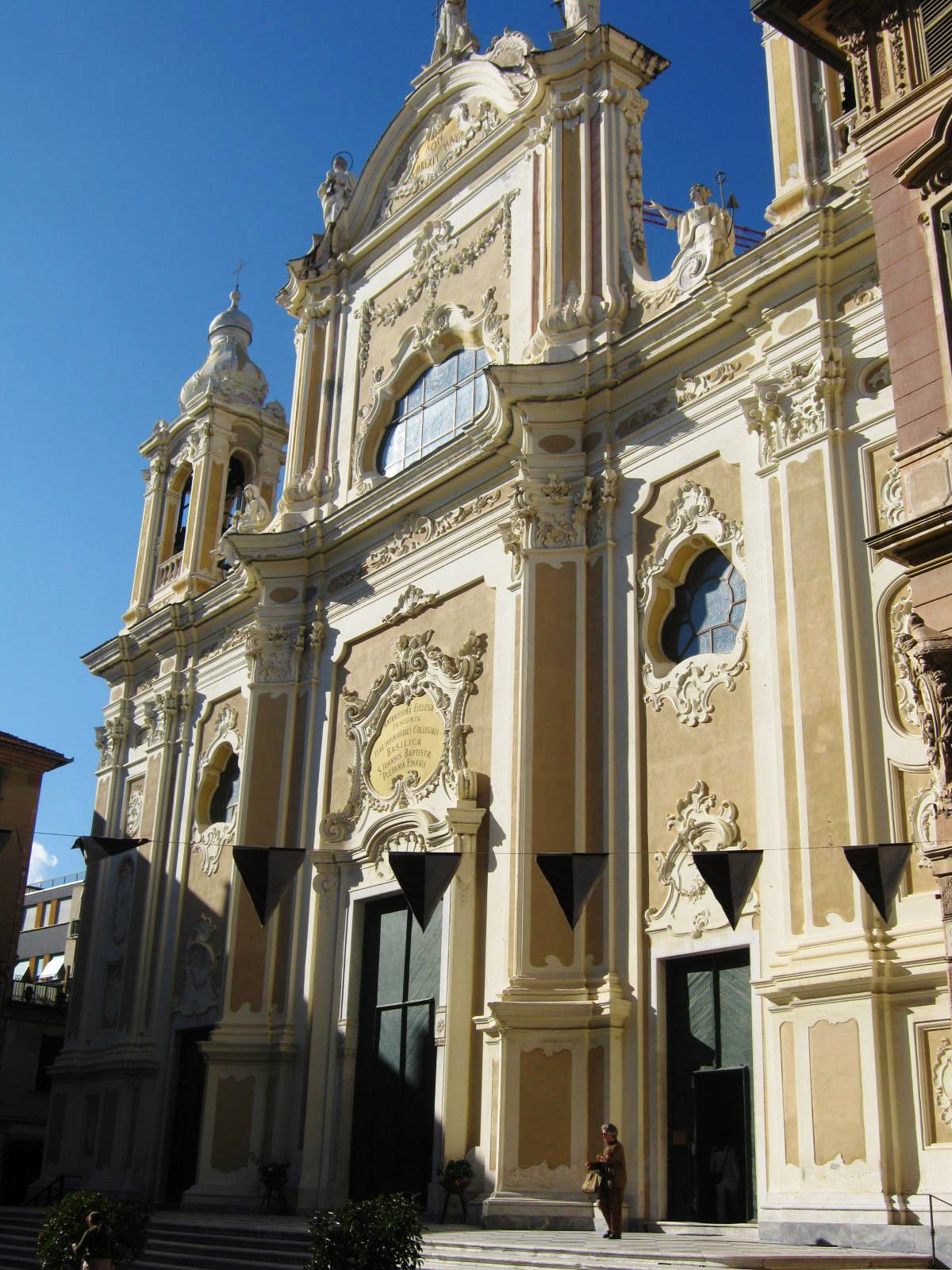
Parrochia San Giovanni Battista Orario SS.Messe
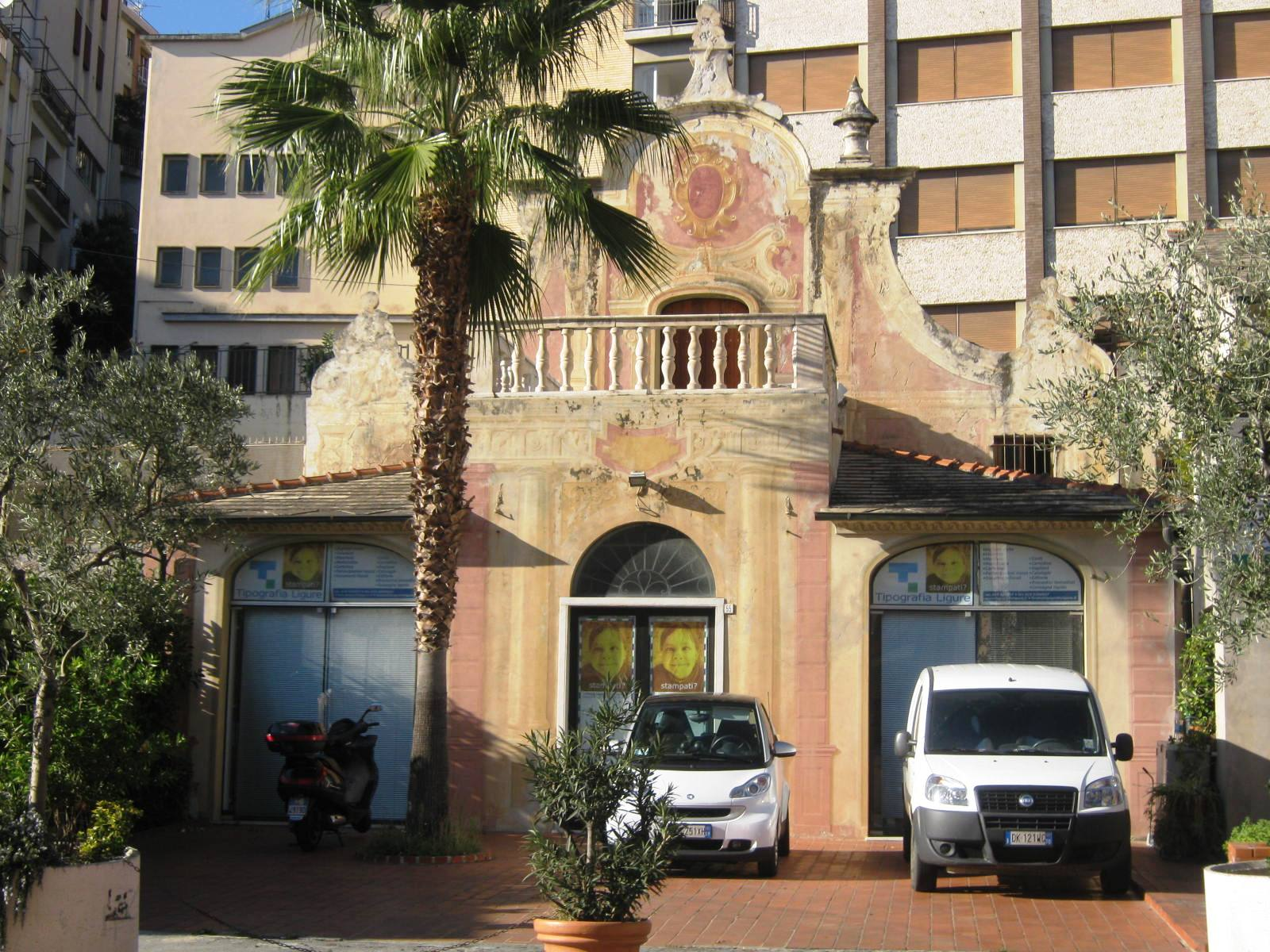
Voormalige kapel
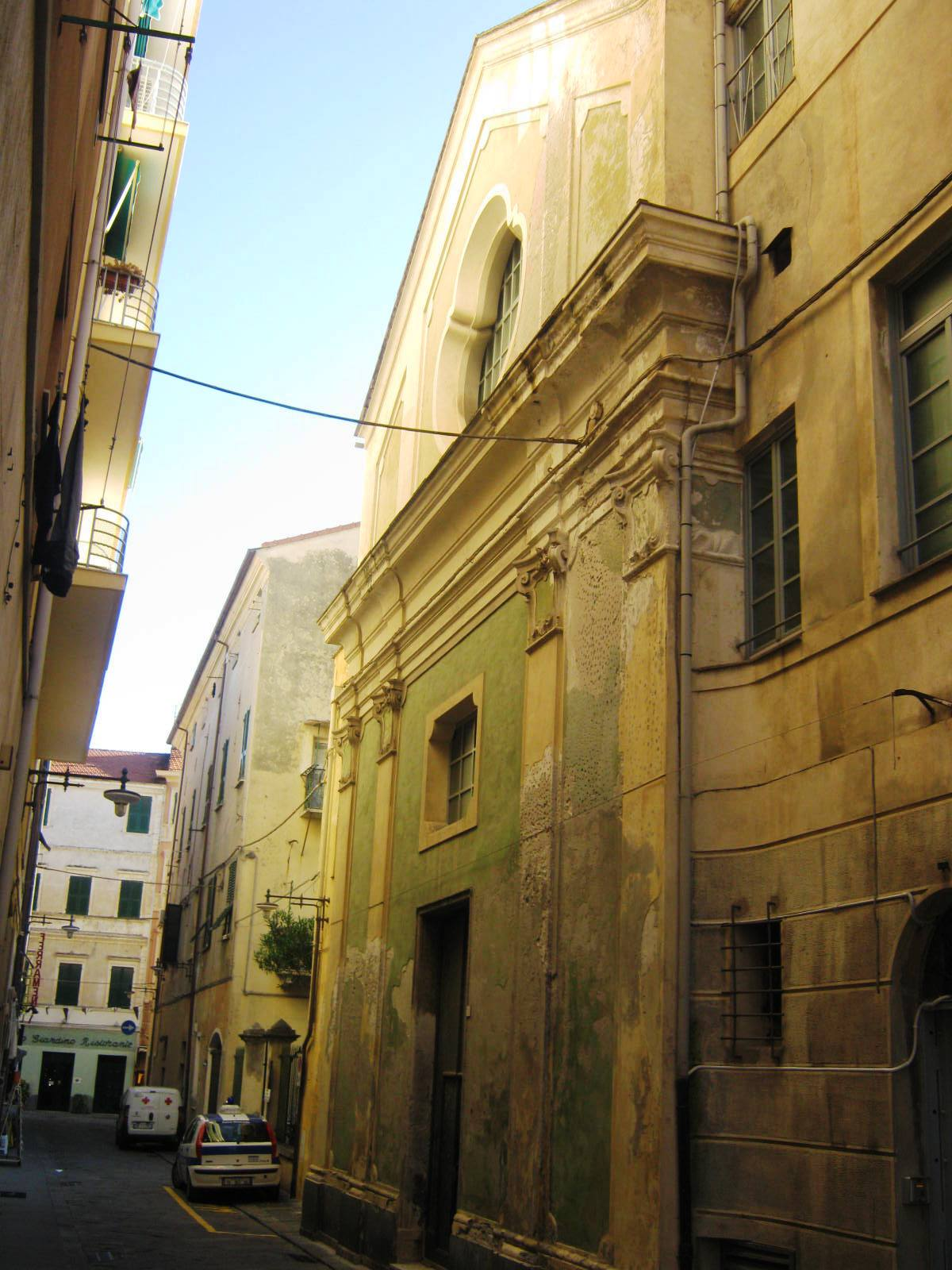
voormalige kerk nu politiebureau

## Geboren
- Alice Canepa (1978), tennisspeelster